# Blade: The Iron Cross
A Blade: The Iron Cross egy 2020-as amerikai horrorfilm, melyet John Lechago rendezett, Charles Band története alapján. Ez a tizenharmadik rész a Gyilkos bábok-sorozatban. Ez a sorozat első spinoffja, amely a címszereplő bábról, Blade-ról szól. A film az Axis Termination eseményeit folytatja tovább. 
A főszerepben Tania Fox és Vince Cusimanof látható.
A Blade: The Iron Cross "R" korhatáros besorolást kapott erőszakos, véres jelenetei miatt.
Az Amerikai Egyesült Államokban 2020. július 7-én mutatták be. A filmhez készült magyar nyelvű felirat. 

## Történet
A történet 1945-ben játszódik. Dr. Hauser, a Harmadik Birodalom őrült náci tudósa titkos, pusztító kísérletet tervez Európa ellen. Amint a tébolyult orvos perverz cselekménye kiderül, egy médium nő, Elisa Ivanov telekinetikus kapcsolatba lép egy bábuval, hogy segítségével megpróbálja szabotálni a tudós tervét.

### Bábok
- Blade
- Pinhead
- Tunneler
- Jester
- Leech Woman
- Shredder Khan
- Gengie

## Kritikai fogadtatás
A film vegyes kritikai visszajelzéseket kapott a kritikusoktól és rajongóktól egyaránt.

A Film Threat véleménye a filmről: "Ez végül is Charles Band produkciója, és amit figyelmen kívül hagy a cselekmény és a próbák során, azt zombikkal, őrült tudósokkal, buta zsarukkal, meztelenséggel és természetesen a sorozat sztárjával, a vérszomjas Blade-val pótolja. Band úgy készít exploitation (kizsákmányoló) filmeket, mint a '60-as és '70-es években a autós mozis és grindhouse-os filmek tették: rövidek, hanyagak és pokolian szórakoztatóak. Kinek van itt szüksége csavaros történetre, ha vannak mellek, gyilkos bábok, és fröcsög a vér? "

## Megjelenés
A film 2020. november 10.-én jelent meg DVD-n és Blu-ray-en az USA-ban. Magyarországon nem került forgalomba.